# Bostrodes sagittaria
Bostrodes sagittaria là một loài bướm đêm trong họ Noctuidae.